# Bo Spellerberg
Bo Dybdal Spellerberg (født 24. juli 1979 i Gladsaxe), er en dansk håndboldtræner og tidligere professionel håndboldspiller, der træner København Håndbold.

## Spillerkarriere
Spellerberg startede i FIF, og rykkede senere til KIF Kolding København. Here spillede han fra 2002 til 2018, kun afbrudt af et kort ophold i CB Cantabria Santander. Med Kolding vandt han det danske mesterskab 6 gange og blev valdt til årets mandlige håndboldspiller i 2006 og 2013. Fra 2018 til 2020 var han spillertræner i den Schweisiske klub TSV St. Otmar St. Gallen.
Han fik sin debut på landsholdet i 2000. I 2002, med Torben Winther som træner, fik han slutrunde-debut med EM-bronzen i Sverige i 2002. Han vandt i 2008 EM-guld i Norge med det danske landshold, med sejr over Kroatien i finalen. Det var første gang herrelandsholdet vandt en guldmedalje ved en slutrunde. I 2012 vandt han endnu en guldmedalje ved EM i 2012 i Serbien. Han spillede i alt 245 landskampe og scorede 332 mål for det danske landshold.
Fra 2020 til 2023 var han spillende assistenttræner for den danske 1. divisionsklub, HØJ Elite. Han forlod klubben for at blive cheftræner i København Håndbold i november 2023, da de fyrede Rasmus Overby.

## Privat
Bo Spellerberg har været gift med København Håndbolds stregspiller Louise Svalastog Spellerberg, med hvem han har en datter.

## Kluboversigt
- FIF
- Ajax København
- KFUM København
- KIF Kolding (2002-2012)
- KIF Kolding København (2012-2018)
- TSV St. Otmar St. Gallen (Siden 2018-2020)
- Høj Elite Håndbold (2020-2022)

## Landskampe
- Ynglingelandhold: 32
- Ungdomslandshold: 36
- A-landshold: 245[5]

## Spillerhæder
- Årets herrespiller i den danske liga (2006)[3]
- Årets landsholdsspiller (2005)

## Resultater

### Landsholdet
- 2014 EM sølv
- 2013 VM sølv
- 2012 EM guld
- 2011 VM sølv
- 2008 EM guld

## Turnering, klub og mål
| EHF CUP 2016-17          |  | ► KIF Kolding Kobenhavn (DEN) | 27 |
| EHF CL 2015-16           |  | ► KIF Kolding Kobenhavn (DEN) | 68 |
| EHF CL 2014-15           |  | ► KIF Kolding Kobenhavn (DEN) | 66 |
| EHF CL 2013-14           |  | ► KIF Kolding Kobenhavn (DEN) | 54 |
| EHF CUP 2012-13          |  | ► KIF Kolding (DEN)           | 33 |
| EHF CL 2010-11           |  | ► KIF Kolding (DEN)           | 42 |
| EHF CL 2009-10           |  | ► KIF Kolding (DEN)           | 51 |
| CUP WINNERS' CUP 2008-09 |  | ► KIF Kolding Elite A/S (DEN) | 25 |
| CUP WINNERS' CUP 2007-08 |  | ► KIF Kolding Elite A/S (DEN) | 26 |
| EHF CL 2006-07           |  | ► KIF Kolding Elite A/S (DEN) | 41 |
| EHF CL 2005-06           |  | ► KIF Kolding (DEN)           | 61 |
| EHF CL 2004-05           |  | ► Kolding KIF (DEN)           | 29 |
| EHF CL 2003-04           |  | ► Kolding KIF (DEN)           | 28 |
| EHF CL 2002-03           |  | ► Kolding IF (DEN)            | 14 |